# Wilhelm Mansfeld (Jurist, 1875)
Wilhelm Mansfeld (* 16. Oktober 1875 in Wolfenbüttel; † 25. Dezember 1955 in Braunschweig) war ein deutscher Jurist, Richter und von 1945 bis 1948 Präsident des Oberlandesgerichts Braunschweig.

## Leben
Wilhelm Mansfeld entstammte der alten Braunschweiger Juristenfamilie Mansfeld. Sein Vater war Wilhelm Mansfeld (1831–1899), der schon von 1892 bis 1898 Präsident des Oberlandesgerichts war. Sein Bruder Richard Mansfeld war Senatspräsident am Reichsgericht in Leipzig.
Als sein Vater 1879 sein Amt als Präsident des Landgerichtes Braunschweig antrat, siedelte die Familie von Wolfenbüttel nach Braunschweig über. Wilhelm Mansfeld studiert dann in München, Kiel und Berlin Rechtswissenschaft. Das erste Staatsexamen bestand er mit „sehr gut“. Nach dem zweiten Staatsexamen war er ab 1901 Gerichtsassessor in Braunschweig. Anschließend wurde er 1907 Regierungsassessor im Herzoglichen Staatsministerium. 1909 wurde er Landrichter und 1913 Landgerichtsrat. 1917 wurde er dann Staatsanwalt und 1923 Oberlandesgerichtsrat.
Nach der nationalsozialistischen „Machtergreifung“ wurde Mansfeld als „Halbjude“ diffamiert. Als Altbeamter blieb er aber im Amt, amtsintern wurde er als „sogenannter anständiger Jude“ beurteilt. 1939 ließ er sich aber ein Jahr vor Erreichen der Altersgrenze wegen der für ihn unerträglichen politischen Verhältnisse pensionieren. Nach der Befreiung Deutschlands 1945 wurde er im Zusammenwirken mit der Alliierten Militärregierung vom Braunschweigischen Staatsministerium trotz seines hohen Alters als Oberlandesgerichtspräsident eingesetzt. Bei dem Wiederaufbau der Braunschweiger Justiz hatte er große Freiheiten; das richterliche Berufsethos war aber durch den Nationalsozialismus schwer beschädigt und so gestaltete sich insbesondere die Besetzung der Richterstellen als besonders schwierig.
Mitte des Jahres 1948 ging er dann in den erneuten Ruhestand. Sein Nachfolger wurde der nachmalige Präsident des Bundesgerichtshofs Bruno Heusinger.

## Ehrungen
- 1953: Großes Verdienstkreuz der Bundesrepublik Deutschland